# Zone de conservation du biotope de Bueskjær
La zone de conservation du biotope de Bueskjær  est une réserve naturelle norvégienne qui est située dans le municipalité de Horten, dans le comté de Vestfold.

## Description
La réserve naturelle de 0,014 km2 a été créée en 2009 et comprend un petit récif dans la partie ouest du bassin intérieur du port de Horten dans l'Oslofjord.
C'est un lieu de reproduction pour les oiseaux de mer, et en particulier pour la mouette rieuse et la sterne pierregarin.
La plupart des mouettes rieuses quittent la Norvège en hiver, mais certaines choisissent de rester. Les premières mouettes  nicheuses en Norvège ont été observées à Jæren en 1867. La population norvégienne compte probablement entre 20 000 et 60 000 couples. Elles nichent sur les îles et les îlots de l'archipel, dans les zones humides et près de l'eau douce.
Afin de protéger l'avifaune pendant la saison de nidification, une interdiction de circulation dans la zone de conservation est instaurée du 15 avril inclus au 15 juillet inclus.

## Galerie

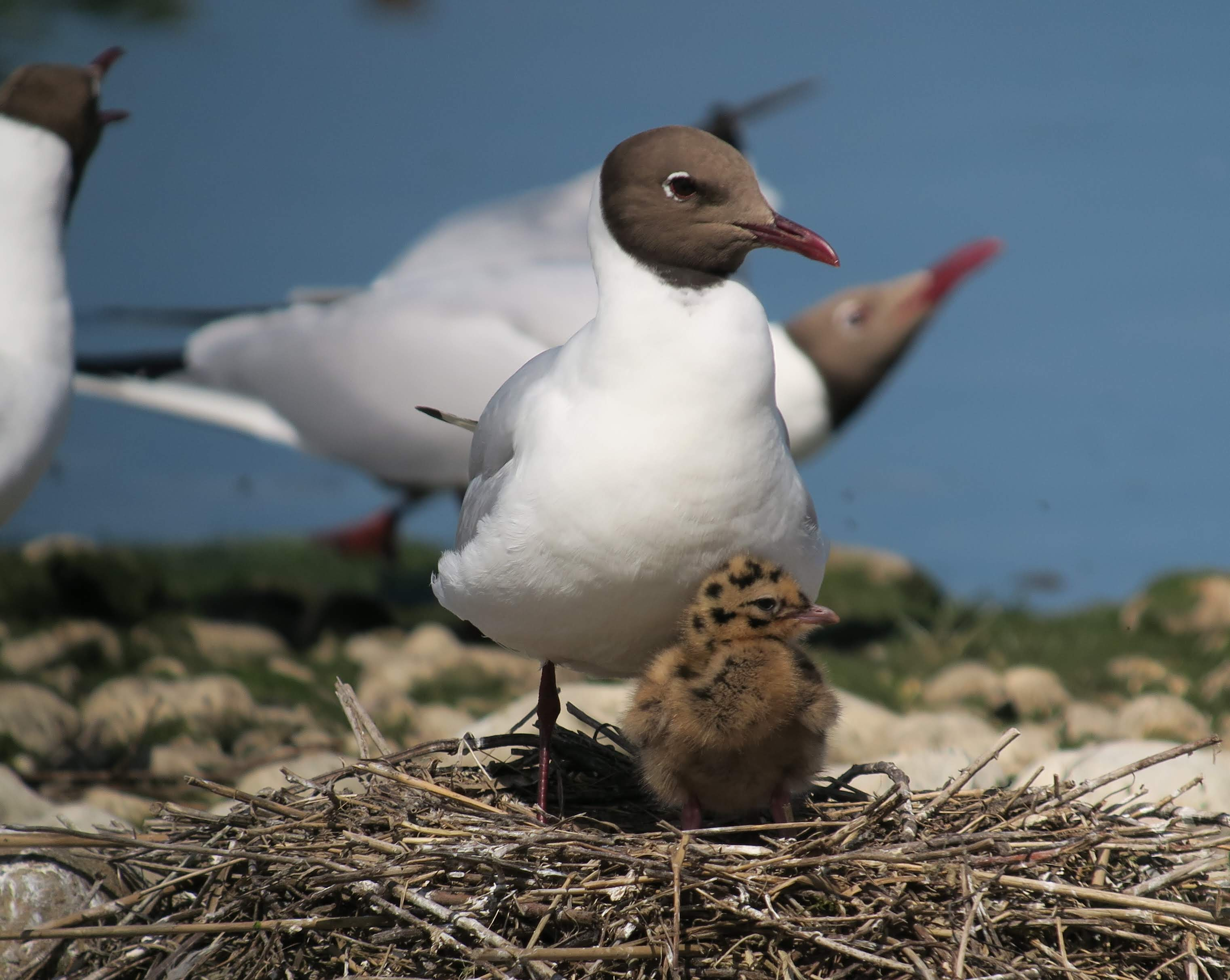
Mouette rieuse
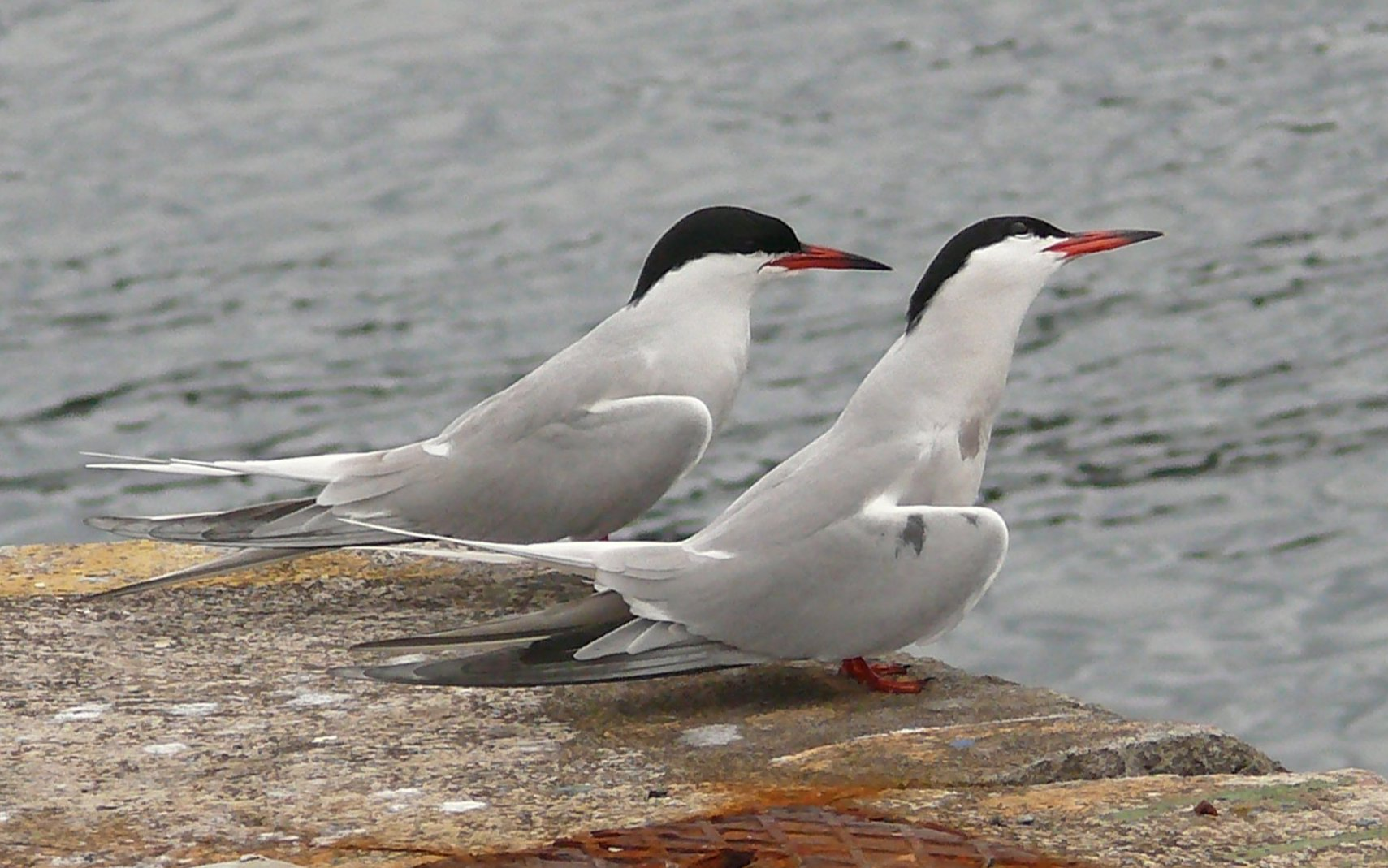
Sterne pierregarin